# Marion Stoltz
Marion Stoltz (Digione, 30 agosto 1990) è una schermitrice francese.

## Palmarès
In carriera ha conseguito i seguenti risultati:
- Europei di scherma

Legnano 2012: bronzo nella sciabola individuale.